# Christopher Hatton

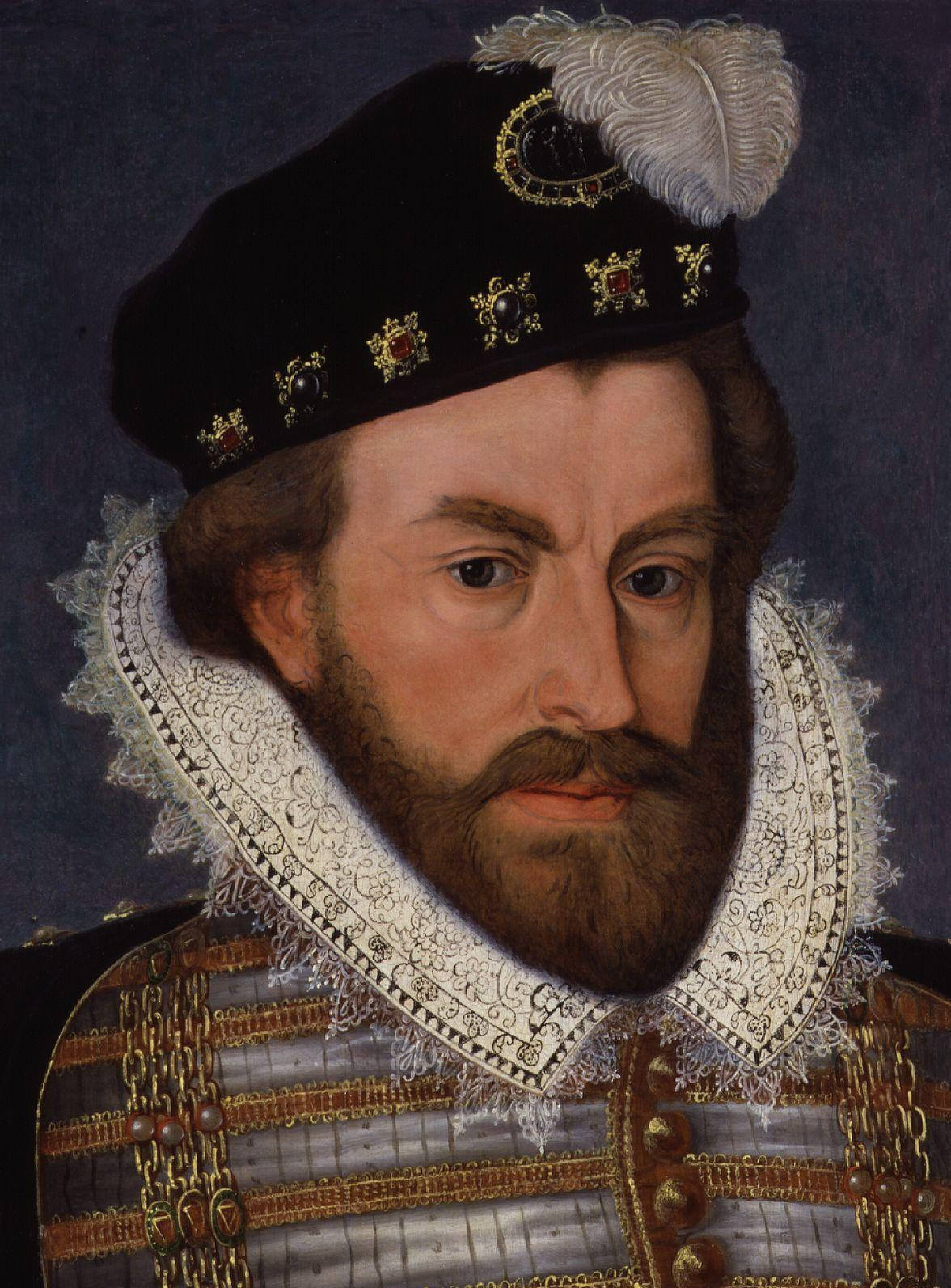
Sir Christopher Hatton, um 1575

Sir Christopher Hatton KG (* 12. Dezember 1540 in Holdenby, Northamptonshire; † 20. November 1591 in Ely Place, Holborn, London) war ein englischer Politiker, Lordkanzler und Favorit Königin Elisabeths I. Er war einer der Richter, die Maria Stuart des Hochverrats schuldig sprachen.

## Leben

### Familie und Ausbildung
Christopher Hatton war der zweite Sohn von William Hatton († 28. August 1546) of Holdenby, Northamptonshire, und dessen zweiter Ehefrau, Alice Saunders, Tochter von Lawrence Saunders of Harrington und Alice Brokesby. Christopher Hatton hatte vermutlich zwei Brüder, Thomas und William, die jedoch beide jung und kinderlos starben, sowie eine Schwester namens Dorothy. Sie war in erster Ehe mit John Newport, in zweiter Ehe mit William Underhill verheiratet. Nachdem Christopher Hatton unverheiratet und kinderlos geblieben war, wurde sein Neffe John Newport sein Erbe.
Über Hattons Jugend ist wenig bekannt. Seine Ausbildung wurde von seinem Onkel mütterlicherseits, William Saunders, überwacht. Mit 15 oder 16 Jahren trat er in St Mary Hall an der University of Oxford ein, verließ diese jedoch ohne Abschluss. Am 26. Mai 1560 schrieb er sich am Inner Temple ein, es ist jedoch nicht bekannt, ob er seine Zulassung als Anwalt erhielt.

### Karriere
1561 spielte Hatton die Rolle des Master of the Game bei einem Maskenspiel im Inner Tempel und zog bei einem ähnlichen Anlass die Aufmerksamkeit Königin Elisabeths I. auf sich. Hatton, der gut aussah und begabt war, gewann durch sein Tanzen schnell die Gunst der Königin. Robert Naunton sagte über ihn, er sei „durch die Gaillarde [an den Hof gekommen], denn er kam als Privatmann der Inns of Court in einem Maskenspiel dorthin, sowie durch seine Tätigkeit und Person, die groß und ansehnlich war, in die Gunst der Königin aufgenommen.“
1564 wurde er einer der Gentlemen Pensioners der Königin sowie ein Gentleman of the Privy Chamber sowie im Juli 1572 Captain of the Yeomen of the Guard. Am 11. November 1577 wurde er Vize-Kammerherr des königlichen Haushalts und wurde in den Privy Council aufgenommen. Im gleichen Monat wurde er zum Knight Bachelor geschlagen. Im Juni 1578 übergab ihm die Königin Ely Place in Holborn, das Haus des Bischofs von Ely, trotz dessen vehementen Einspruchs.
Christopher Hatton war Abgeordneter im House of Commons, ab 1571 zunächst für Higham Ferrers, ab Mai 1572 für Northamptonshire. Im Parlament beteiligte er sich aktiv in die Strafverfolgung von John Stubbs und William Parry. 1576 erhielt er von der Königin Land in Wellingborough. 1581 wurde Hatton zu einem der Unterhändler ernannt, die über eine Heirat der Königin mit François, duc d’Alençon, verhandeln sollten, wenngleich er sich gegen eine solche Ehe aussprach.
Gemäß einem Bericht soll Hatton einst Maria Stuart versichert haben, dass er sie nach London holen würde, sollte Königin Elisabeth versterben. Es ist fraglich, ob dies der Wahrheit entspricht, blieb Hatton Elisabeth doch zeit seines Lebens treu ergeben. Bei einer Gelegenheit im Dezember 1584 führte er 400 Mitglieder des House of Commons in einem Gebet für die Sicherheit der Königin an.
Hatton war Mitglied des Gerichts, das 1586 über Anthony Babington verhandelte, sowie eines der Kommissionsmitglieder, die Maria Stuart im darauffolgenden Jahr des Hochverrats schuldig sprachen. Er verurteilte sie energisch im Parlament und riet William Davison, ihren Hinrichtungsbefehl nach Fotheringhay zu überstellen.
1587 wurde Hatton zum Lordkanzler ernannt. Obwohl er nur über ein geringes Wissen über Gesetzgebung verfügte, agierte er mit Verstand und Urteilsvermögen. Seine religiösen Einstellungen sollen quasi katholisch gewesen sein, jedoch behandelte er religiöse Fragen auf eine moderate und tolerante Art und Weise. Im April 1588 wurde er als Knight Companion in den Hosenbandorden aufgenommen.

### Verhältnis zu Königin Elisabeth
Die vielen Ernennungen und Geschenke der Königin beförderten in den frühen Jahren seiner Karriere Gerüchte, dass Hatton der Geliebte der Königin war. Dieser Vorwurf wurde insbesondere 1584 von Maria Stuart vorgebracht. Sicherlich gab es enge persönliche Verbindungen zwischen ihnen. In ihren Briefen nannte die Königin ihn Lyddes, er selbst soll sich in mindestens einem Brief als ihr „Schaf“ bezeichnet haben.
Ein Geschenk, das Hatton der Königin übergab, war ein Ring, den er zusammen mit einem Brief an Sir Thomas Smith übersandte, um ihn Elisabeth zu überreichen. Er sollte an der Brust getragen werden, und Hatton beanspruchte für ihn „die Tugend, ansteckende Lüfte zu vertreiben, und soll, wie er (der Brief) mir mitteilt, zwischen den süßen Brüsten getragen werden, dem keuschen Nest reiner Standhaftigkeit.“ Sir Robert Cecil berichtete im August 1591, dass die Königin, die sich in Portsmouth aufhielt, ein Schmuckstück in Form eines Dudelsacks an ihrer Halskrause trug, das Hatton ihr geschickt hatte. Das Schmuckstück spielte auf Hirten und ihren Spitznamen für ihn, her mutton (ihren Hammel) an. Von einem romantischen Verhältnis der beiden ist jedoch nicht auszugehen.

### Vermögen
Durch seine fortschreitende Karriere und die Zuneigung der Königin zu ihm wurde Hatton äußerst wohlhabend. Ab 1583 ließ er Holdenby House in Northamptonshire errichten, welches das größte elisabethanische Haus in Privatbesitz in England war. Es hatte 123 große Glasfenster, welche zur damaligen Zeit äußerst teuer waren, sowie zwei große Innenhöfe und war in etwa so groß wie Hampton Court Palace. Holdenby House hatte drei Stockwerke und zwei große Prunksäle, einen für Hatton selbst, und einen für die Königin, sollte sie ihn besuchen, was sie jedoch nie tat.
Lord Burghley besuchte das Haus gegen Ende seines Lebens und war so von der großen Treppe von der Halle in die Prunkräume beeindruckt, dass er das Gebäude als makellos bezeichnete, und erklärte, er habe seine gebrechlichen Beine ganz vergessen, während er sich umsah. Hatton ließ sogar eigens ein Dorf umsiedeln, da es die Aussicht aus den Fenstern verdarb. Die Kosten für das Haus waren jedoch so hoch, dass Hatton bis ans Ende seines Lebens knapp bei Kasse war.
Um sein schwindendes Vermögen wieder aufzubauen, investierte Hatton in einige Reisen Francis Drakes, unter anderem auch dessen Piraterie. Während Drakes Weltumsegelung benannte dieser sein Schiff, als er die Magellanstraße erreichte, in Golden Hinde um, zu Ehren von Hattons Wappen, welches als Helmzier eine goldene Hirschkuh führte. Hatton machte von der Expedition einen Gewinn von 2300 £. Dennoch starb er hochverschuldet.

### Privatleben
Hatton war Kanzler der Universität Oxford. Er war Förderer diverser Literaten und unter anderem mit Edmund Spenser befreundet. Zudem schrieb er den vierten Akt einer Tragödie namens Tancred and Gismund. Anlässlich seines Todes wurden diverse Lobschriften verfasst.
Christopher Hatton heiratete nie, hatte jedoch eine uneheliche Tochter. Bei seinem Tod gingen seine großen und wertvollen Besitztümer an seinen Neffen Sir William Newport über, der den Nachnamen Hatton annahm.

### Tod
Hattons Gesundheit verschlechterte sich 1591. Die Königin besuchte ihn am 11. November, neun Tage später starb er im Ely Place. Am 16. Dezember erhielt er ein Staatsbegräbnis in der St Paul’s Cathedral, wo ihm ein großes Denkmal errichtet wurde, welches jedoch beim Großen Brand von London 1666 zerstört wurde.

## Populärkultur
Im Film Die jungfräuliche Königin (1955) wurde Christopher Hatton von Robert Douglas dargestellt.
Im Film Elizabeth – Das goldene Königreich (2007) wurde Christopher Hatton von Laurence Fox dargestellt.
In der Fernsehserie Elizabeth R (1971) wurde Christopher Hatton von Bernard Horsfall dargestellt.